# Araeoncus clivifrons
Espèce
Araeoncus clivifrons est une espèce d'araignées aranéomorphes de la famille des Linyphiidae.

## Distribution
Cette espèce est endémique de Bulgarie.

## Publication originale
- Deltshev, 1987 : A critical review of genus Araeoncus Simon in Bulgaria, with description of a new species (Araeoncus clivifrons sp. n.) (Arachnida, Araneae, Erigonidae). Reichenbachia, vol. 25, p. 97-102.